# マーシャル・フォーク
マーシャル・ウィリアム・フォーク(Marshall William Faulk、1973年2月26日-)は、ルイジアナ州ニューオーリンズ出身のアメリカンフットボール選手。NFLのインディアナポリス・コルツ、セントルイス・ラムズで、13シーズンプレーした。1999年には、シーズンMVPに選ばれる活躍を見せて、その年の第34回スーパーボウル優勝に貢献した。
サンディエゴ州立大学で活躍し、1994年にインディアナポリス・コルツからドラフトの全体2位で指名された。同年7月25日、7年1720万ドル及び510万ドルのサインボーナスで契約を結んだ。1年目に1282ヤードを走り11タッチダウンラン、1タッチダウンレシーブをあげてプロボウルに選ばれた。彼はこの年の最優秀攻撃新人選手、プロボウルMVPに選ばれた。新人がプロボウルのMVPに選ばれたのは彼が初めてであった。
2年目の1995年、1078ヤードを走り、ランレシーブで合計14タッチダウンをあげた。この年コルツは9勝7敗でプレーオフに進出した。AFCチャンピオンシップゲームでピッツバーグ・スティーラーズに敗れてスーパーボウル出場はならなかった。この試合でフォークは足首の負傷で欠場した。
1996年、シーズン序盤に足首を負傷、わずか587ヤードしか走れず平均獲得ヤードは3ヤードであった。怪我から復帰した1997年、1998年はともに1000ヤードラッシャーとなり、1998年は自己ベストの1319ヤードを走った。またこの年チームにはペイトン・マニングが加入、86レシーブで906ヤードを獲得するなど、スクリメージラインからの獲得ヤードはMVPを獲得したデンバー・ブロンコスのテレル・デービスを上回った。
オフシーズンにホールドアウトを行った。コルツの球団社長のビル・ポリアンは若いチームのケミストリーにダメージを与えると判断し、フォークの放出に動いた。1999年のシーズンが始まる前にセントルイス・ラムズにドラフト2巡、5巡指名権とのトレードで移籍した。移籍1年目に「芝の上で行われる最高のショー」("The Greatest Show on Turf")と呼ばれることになるラムズの攻撃陣の中核として活躍し、第34回スーパーボウル優勝の原動力となった。この年オールパーパスヤードで2429ヤードを獲得、1997年にバリー・サンダースが作ったNFL記録2358ヤードを更新した（この記録は2009年にクリス・ジョンソンが更新した。）。
NFLの年間最優秀オフェンス選手に1999年から2001年まで3年連続で選ばれている。1999年にランで1,381ヤード、レシーブで1,048ヤードを獲得、合計2,429ヤードと、1試合あたり、平均約151.8ヤードを獲得、スクリメージから獲得したヤードのNFLシーズン記録を残している。この年、チーム獲得ヤードの半分以上をフォークが稼いだ。2000年にシーズンMVPを獲得し、2001年には同年のMVPを獲得した同じチームのQBカート・ワーナーに次ぐ得票数を得ている。チームは第36回スーパーボウルにも出場したが、ニューイングランド・ペイトリオッツに敗れた。
2002年以降は怪我の影響などで本来の力が出せず、2005年にはスティーブン・ジャクソンの成長から控えとしてプレーする事を決断。2006年は膝の傷も悪化し1年を通してフィールドを離れた。そして2007年3月26日、NFLオーナー会議の場にて引退を決断した。ラン、レシーブ合計で19,154ヤードを獲得、レシーブでの6,875ヤードは、当時の歴代ランニングバック記録となった。
2011年、プロフットボール殿堂入りした。